# Grand Prix der Nordischen Kombination 2023
Der Grand Prix der Nordischen Kombination 2023 war eine vom Weltverband FIS ausgetragene Wettkampfserie in der Nordischen Kombination. Sie stellte das höchste Niveau im Sommer dar. Die Serie umfasste sowohl für Männer als auch für Frauen fünf Wettbewerbe in Oberwiesenthal, Oberstdorf und Villach. Sie begann am 25. August 2023 und endete am 3. September 2023. Die Slowenin Ema Volavšek verteidigte ihren Gesamtsieg aus dem Vorjahr. Bei den Männern löste Johannes Rydzek den Finnen Ilkka Herola als Gesamtsieger ab. Damit hat der Deutsche den Grand Prix zum fünften Mal gewonnen. Für den Grand Prix 2023 griff ein neues Punktesystem, das die FIS auf einem Komitee-Meeting Anfang Mai in Dubrovnik beschlossen hatte.

## Punktesystem
Auf Grundlage des neuen Punktsystems erhielten 2023 die besten 40 anstellte der besten 30 Athleten eines Wettkampfes Punkte.
| Platz  | Platz  | 1   | 2  | 3  | 4  | 5  | 6  | 7  | 8  | 9  | 10 | 11 | 12 | 13 | 14 | 15 | 16 | 17 | 18 | 19 | 20 | 21 | 22 | 23 | 24 | 25 | 26 | 27 | 28 | 29 | 30 | 31 | 32 | 33 | 34 | 35 | 36 | 37 | 38 | 39 | 40 |
| Einzel | Einzel | 100 | 90 | 80 | 70 | 60 | 55 | 52 | 49 | 46 | 43 | 40 | 38 | 36 | 34 | 32 | 30 | 28 | 26 | 24 | 22 | 20 | 19 | 18 | 17 | 16 | 15 | 14 | 13 | 12 | 11 | 10 | 9  | 8  | 7  | 6  | 5  | 4  | 3  | 2  | 1  |

## Männer

### Grand-Prix-Übersicht
| Datum      | Austragungsort | Disziplin               | Sieger          | Zweiter            | Dritter            |
| ---------- | -------------- | ----------------------- | --------------- | ------------------ | ------------------ |
| 26.08.2023 | Oberwiesenthal | Gundersen Normalschanze | Julian Schmid   | Johannes Rydzek    | Franz-Josef Rehrl  |
| 30.08.2023 | Oberstdorf     | Gundersen Großschanze   | Julian Schmid   | Eero Hirvonen      | Franz-Josef Rehrl  |
| 02.09.2023 | Villach        | Compact Normalschanze   | Johannes Rydzek | Terence Weber      | Johannes Lamparter |
| 03.09.2023 | Villach        | Gundersen Normalschanze | Ilkka Herola    | Stefan Rettenegger | Thomas Rettenegger |

### Wertungen
Aufgrund der Regelung, dass der Gesamtsieger an allen Wettbewerben teilgenommen haben muss, gab die FIS sowohl eine allgemeine Gesamtwertung als auch eine finale Grand-Prix-Wertung heraus.
| Rang | Name                 | Punkte |
| ---- | -------------------- | ------ |
| 01.  | Johannes Rydzek      | 330    |
| 02.  | Franz-Josef Rehrl    | 249    |
| 03.  | Terence Weber        | 200    |
| 04.  | David Mach           | 160    |
| 05.  | Wendelin Thannheimer | 144    |
| 06.  | Simon Mach           | 141    |
| 07.  | Samuel Costa         | 139    |

| Rang | Name                | Punkte |
| ---- | ------------------- | ------ |
| 08.  | Espen Bjørnstad     | 134    |
| 09.  | Tristan Sommerfeldt | 093    |
| 10.  | Ondřej Pažout       | 077    |
| 11.  | Christian Deuschl   | 075    |
| 12.  | Gašper Brecl        | 074    |
| 13.  | Vid Vrhovnik        | 055    |
| 14.  | Richard Stenzel     | 053    |

| Rang | Name              | Punkte |
| ---- | ----------------- | ------ |
| 15.  | Jan Vytrval       | 052    |
| 16.  | Domenico Mariotti | 050    |
| 17.  | Aaron Kostner     | 034    |
| 18.  | Christian Frank   | 034    |
| 19.  | Grant Andrews     | 015    |

| Rang | Name                 | Punkte |
| ---- | -------------------- | ------ |
| 01.  | Johannes Rydzek      | 330    |
| 02.  | Franz-Josef Rehrl    | 249    |
| 03.  | Julian Schmid        | 200    |
| 04.  | Terence Weber        | 200    |
| 05.  | Eero Hirvonen        | 162    |
| 06.  | Laurent Muhlethaler  | 162    |
| 07.  | David Mach           | 160    |
| 08.  | Wendelin Thannheimer | 144    |
| 09.  | Simon Mach           | 141    |
| 10.  | Johannes Lamparter   | 139    |
| 11.  | Samuel Costa         | 139    |
| 12.  | Thomas Rettenegger   | 138    |
| 13.  | Ilkka Herola         | 136    |
| 14.  | Espen Bjørnstad      | 134    |
| 15.  | Manuel Faißt         | 122    |
| 16.  | Martin Fritz         | 112    |
| 17.  | Mattéo Baud          | 098    |
| 18.  | Tristan Sommerfeldt  | 093    |
| 19.  | Stefan Rettenegger   | 090    |
| 20.  | Ben Loomis           | 090    |
| 21.  | Fabian Rießle        | 087    |
| 22.  | Fabio Obermeyr       | 085    |
| 23.  | Ondřej Pažout        | 077    |

| Rang | Name               | Punkte |
| ---- | ------------------ | ------ |
| 24.  | Espen Andersen     | 076    |
| 25.  | Christian Deuschl  | 075    |
| 26.  | Gašper Brecl       | 074    |
| 27.  | Antoine Gérard     | 068    |
| 28.  | Perttu Reponen     | 064    |
| 29.  | Maël Tyrode        | 057    |
| 30.  | Jens Lurås Oftebro | 056    |
| 31.  | Vid Vrhovnik       | 055    |
| 32.  | Richard Stenzel    | 053    |
| 33.  | Jesse Pääkkönen    | 053    |
| 34.  | Jan Vytrval        | 052    |
| 35.  | Domenico Mariotti  | 050    |
| 36.  | Andreas Skoglund   | 043    |
| 37.  | Marco Heinis       | 043    |
| 38.  | Aaron Kostner      | 034    |
| 39.  | Christian Frank    | 034    |
| 40.  | Gaël Blondeau      | 032    |
| 41.  | Lukas Greiderer    | 030    |
| 42.  | Kasper Moen Flatla | 029    |
| 43.  | Lukáš Doležal      | 028    |
| 44.  | Dmytro Masurtschuk | 028    |
| 45.  | Stephen Schumann   | 027    |
| 46.  | Otto Niittykoski   | 026    |

| Rang | Name                 | Punkte |
| ---- | -------------------- | ------ |
| 47.  | Florian Kolb         | 025    |
| 48.  | Simen Tiller         | 022    |
| 49.  | Marc-Luis Rainer     | 019    |
| 50.  | Kristjan Ilves       | 018    |
| 51.  | Arttu Mäkiaho        | 017    |
| 52.  | Witalij Hrebenjuk    | 017    |
| 53.  | Vinzenz Geiger       | 017    |
| 54.  | Grant Andrews        | 015    |
| 55.  | Erazem Stanonik      | 014    |
| 56.  | Andrzej Szczechowicz | 014    |
| 57.  | Nick Schönfeld       | 013    |
| 58.  | Iacopo Bortolas      | 013    |
| 59.  | Sebastian Brandner   | 012    |
| 60.  | Severin Reiter       | 011    |
| 61.  | Jonas Fischbacher    | 010    |
| 62.  | Schyngghys Rakparow  | 009    |
| 63.  | Kilian Gütl          | 008    |
| 64.  | Matic Garbajs        | 007    |
| 65.  | Niklas Malacinski    | 005    |
| 66.  | Samuel Bauregger     | 005    |
| 67.  | Matic Hladnik        | 004    |

## Frauen

### Grand-Prix-Übersicht
| Datum      | Austragungsort | Disziplin               | Sieger               | Zweiter             | Dritter             |
| ---------- | -------------- | ----------------------- | -------------------- | ------------------- | ------------------- |
| 26.08.2023 | Oberwiesenthal | Gundersen Normalschanze | Gyda Westvold Hansen | Ema Volavšek        | Ida Marie Hagen     |
| 30.08.2023 | Oberstdorf     | Gundersen Normalschanze | Gyda Westvold Hansen | Ema Volavšek        | Nathalie Armbruster |
| 02.09.2023 | Villach        | Compact Normalschanze   | Ida Marie Hagen      | Ema Volavšek        | Nathalie Armbruster |
| 03.09.2023 | Villach        | Gundersen Normalschanze | Ema Volavšek         | Nathalie Armbruster | Svenja Würth        |

### Wertungen
Aufgrund der Regelung, dass der Gesamtsieger an allen Wettbewerben teilgenommen haben muss, gab die FIS sowohl eine allgemeine Gesamtwertung als auch eine finale Grand-Prix-Wertung heraus.
| Rang | Name                | Punkte |
| ---- | ------------------- | ------ |
| 01.  | Ema Volavšek        | 370    |
| 02.  | Nathalie Armbruster | 320    |
| 03.  | Ida Marie Hagen     | 310    |
| 04.  | Jenny Nowak         | 250    |
| 05.  | Svenja Würth        | 190    |
| 06.  | Veronica Gianmoena  | 184    |
| 07.  | Daniela Dejori      | 179    |

| Rang | Name              | Punkte |
| ---- | ----------------- | ------ |
| 08.  | Maria Gerboth     | 173    |
| 09.  | Anju Nakamura     | 156    |
| 10.  | Joanna Kil        | 134    |
| 11.  | Claudia Purker    | 122    |
| 12.  | Silva Verbič      | 108    |
| 13.  | Annika Malacinski | 102    |
| 14.  | Alexa Brabec      | 100    |

| Rang | Name             | Punkte |
| ---- | ---------------- | ------ |
| 15.  | Lisa Hirner      | 098    |
| 16.  | Magdalena Burger | 092    |
| 17.  | Sophia Maurus    | 088    |
| 18.  | Greta Pinzani    | 088    |
| 19.  | Ronja Loh        | 080    |
| 20.  | Anne Häckel      | 062    |

| Rang | Name                 | Punkte |
| ---- | -------------------- | ------ |
| 01.  | Ema Volavšek         | 370    |
| 02.  | Nathalie Armbruster  | 320    |
| 03.  | Ida Marie Hagen      | 310    |
| 04.  | Jenny Nowak          | 250    |
| 05.  | Gyda Westvold Hansen | 200    |
| 06.  | Svenja Würth         | 190    |
| 07.  | Veronica Gianmoena   | 184    |
| 08.  | Daniela Dejori       | 179    |
| 09.  | Maria Gerboth        | 173    |

| Rang | Name              | Punkte |
| ---- | ----------------- | ------ |
| 10.  | Minja Korhonen    | 156    |
| 11.  | Anju Nakamura     | 156    |
| 12.  | Léna Brocard      | 144    |
| 13.  | Joanna Kil        | 134    |
| 14.  | Claudia Purker    | 122    |
| 15.  | Silva Verbič      | 108    |
| 16.  | Annika Malacinski | 102    |
| 17.  | Alexa Brabec      | 100    |
| 18.  | Lisa Hirner       | 098    |

| Rang | Name             | Punkte |
| ---- | ---------------- | ------ |
| 19.  | Magdalena Burger | 092    |
| 20.  | Heta Hirvonen    | 088    |
| 21.  | Sophia Maurus    | 088    |
| 22.  | Greta Pinzani    | 088    |
| 23.  | Ronja Loh        | 080    |
| 24.  | Anne Häckel      | 062    |
| 25.  | Marie Naehring   | 055    |
| 26.  | Teja Pavec       | 052    |
| 27.  | Clara Mentil     | 044    |

## Mixed

### Grand-Prix-Übersicht
| Datum      | Austragungsort | Disziplin                      | Sieger                                       | Zweiter                                        | Dritter                                   |
| ---------- | -------------- | ------------------------------ | -------------------------------------------- | ---------------------------------------------- | ----------------------------------------- |
| 27.08.2023 | Oberwiesenthal | Mixed-Teamsprint Normalschanze | NorwegenEspen Bjørnstad Gyda Westvold Hansen | Deutschland IJulian Schmid Nathalie Armbruster | Deutschland IIJohannes Rydzek Jenny Nowak |